# Martin Dimitrow
Martin Dimitrow Dimitrow, bułg. Мартин Димитров Димитров (ur. 13 kwietnia 1977 w Sofii) – bułgarski ekonomista, polityk, od 2008 do 2012 przewodniczący partii Związek Sił Demokratycznych (SDS).

## Życiorys
Jest absolwentem Uniwersytetu Gospodarki Narodowej i Światowej w Sofii, specjalizował się w międzynarodowych stosunkach gospodarczych. W 2000 podjął pracę ekonomisty w stołecznym instytucie ekonomicznym IPI.
W 2005 uzyskał mandat deputowanego do Zgromadzenia Narodowego 40. kadencji z listy kandydatów Zjednoczonych Sił Demokratycznych. W parlamencie pełnił funkcje wiceprzewodniczącego Komisji ds. Budżetu i Finansów, członka Komisji ds. Administracji Państwowej oraz członka Komisji ds. Edukacji i Nauki, a w latach 2005–2007 był sekretarzem klubu parlamentarnego Zjednoczonych Sił Demokratycznych.
Od 2005 do 2006 pełnił funkcję obserwatora w Parlamencie Europejskim, zaś po przystąpieniu Bułgarii do Unii Europejskiej od 1 stycznia do 5 czerwca 2007, sprawował mandat eurodeputowanego. W wyborach powszechnych do PE przeprowadzonych w maju 2007 SDS, z listy którego startował Martin Dimitrow, nie zdobył żadnego mandatu.
W grudniu 2008 zwyciężył w wyborach na przewodniczącego SDS (funkcję tę pełnił do maja 2012). W wyborach w 2009 uzyskał reelekcję na 41. kadencję krajowego parlamentu, w którym zasiadał do 2013. W 2014 powrócił do Zgromadzenia Narodowego 43. kadencji jako kandydat Bloku Reformatorskiego. W parlamencie zasiadał do 2017. Ponownie wchodził w jego skład w wyniku wyborów z kwietnia 2021, lipca 2021, listopada 2021, października 2022, kwietnia 2023, czerwca 2024 i października 2024 (z rekomendacji koalicji Demokratyczna Bułgaria).

## Życie prywatne
Jest żonaty. Zna język angielski i francuski.